# Muguti (Tighvi)
Muguti (en georgiano: მუგუთი) o Mugut (en osetio: Мугут; en ruso: Мугут) es una aldea que pertenece a la parcialmente reconocida República de Osetia del Sur, parte del distrito de Znaur, aunque de iure pertenece al municipio de Tighvi de la región de Iberia Interior de Georgia.

## Geografía
Muguti se encuentra a orillas del río Prone oriental, a 18 kilómetros de Kornisi. La aldea se administra desde el pueblo de Avnevi. 

## Historia
De 1922 a 1990, formó parte del distrito de Znaur del óblast autónomo de Osetia del Sur. De 1990 a 2006, formó parte del raión de Kareli y, desde 2006, forma parte del municipio de Tighva.
En el punto álgido de la guerra ruso-georgiana, la aldea fue bloqueada y luego ocupada por tropas georgianas en la mañana del 8 de agosto de 2008. Tras la guerra, Muguti ha estado ocupado por Rusia y controlado de facto por la República de Osetia del Sur. Según la división administrativa de Osetia del Sur, forma parte del distrito de Znaur.

## Demografía
La evolución demográfica de Muguti entre 1959 y 2015 fue la siguiente:
| 298                                                      | 273 | 179 |
| (Fuente: Population of South Ossetia since Soviet times) |     |     |

Según el censo soviético de 1959, la mayoría de la población local eran osetios.